# Steven Reiss

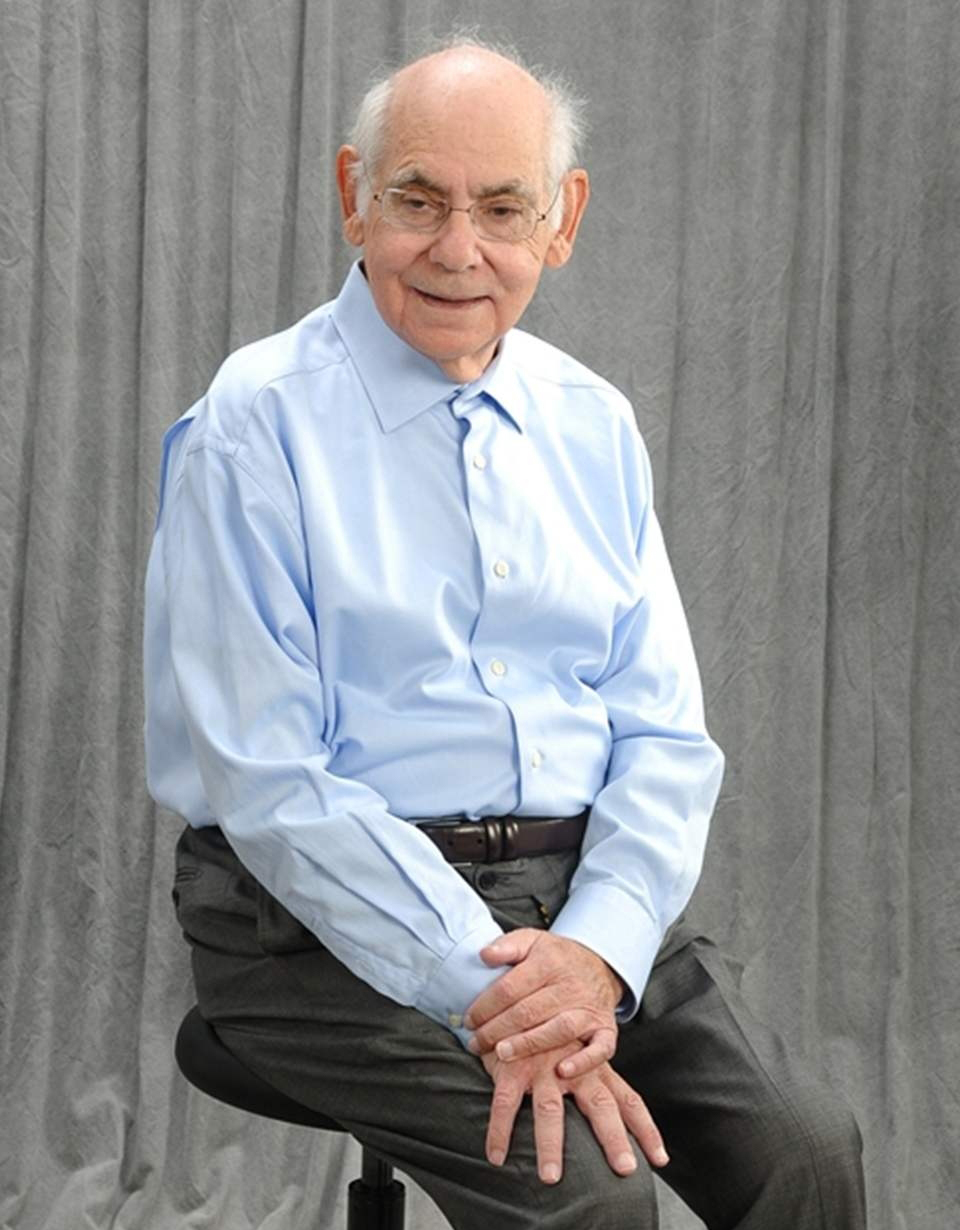
Steven Reiss 2014

Steven Reiss (* 10. April 1947 in New York City; † 28. Oktober 2016 in Columbus (Ohio)) war ein US-amerikanischer Psychologe, der innovative Ideen, neue Bewertungsmethoden und einflussreiche Forschungsstudien zu vier Themen der Psychologie beisteuerte: Angststörungen, Entwicklungsstörungen, intrinsische Motivation und Religionspsychologie.

## Leben
Steven Reiss wurde 1947 in New York City geboren und besuchte das Dartmouth College, die Yale University und die Harvard University. In Dartmouth war er einer von 16 Studierenden seiner Undergraduate-Klasse, die den Status eines Senior Fellow erhielten. Er war von 1972 bis 1991 Professor an der University of Illinois in Chicago und von 1991 bis 2008 an der Ohio State University, wo er 16 Jahre lang das Zentrum für Entwicklungsstörungen der Universität leitete.
Reiss starb am 28. Oktober 2016 im Alter von 69 Jahren.

## Angststörungen
Reiss leitete das Forschungsteam, das die Angstsensitivität entdeckte, und überwand schließlich den erbitterten Widerstand gegen seine Idee, dass die Angst vor der Angst aus Überzeugungen über die Folgen der Angst entsteht und nicht nur als Pawlowscher Reflex mit Panikattacken. In den 1990er Jahren wurde die Angstsensitivität zu einem der am meisten untersuchten und wichtigsten Themen in der klinischen Psychologie, mit mehr als 1 800 veröffentlichten Studien. Sie veränderte die Art und Weise, wie Therapeuten die Posttraumatische Belastungsstörung und die Panikstörung bewerten und behandeln. Die Therapeuten behandeln jetzt die Kognitionen der Angstsensibilität, die sie zuvor fälschlicherweise als unwichtig abgetan hatten. Die Angstsensibilität sagt manchmal Angststörungen voraus, bevor klinische Symptome beobachtet werden können, was neue Möglichkeiten für die Präventionsforschung schafft. Reiss führte den Begriff „Angstsensibilität“ ein, definierte das Konstrukt im Rahmen eines Informationsverarbeitungsmodells, betreute Doktoranden, die das Konstrukt weiter erforschten, und konstruierte den Angstsensibilitätsindex, der bei der Bewertung von Angststörungen weit verbreitet ist.

## Entwicklungsstörungen
Reiss war eine Autorität auf dem Gebiet der Doppeldiagnose, besonders des gleichzeitigen Auftretens von psychischen Erkrankungen und geistigen Behinderungen.
1980 gründete Reiss eine Ambulanz für Doppeldiagnosen im Großraum Chicago, eines der ersten ambulanten Programme für Doppeldiagnosen in den USA. Fachleute für psychische Gesundheit beriefen sich auf den Erfolg dieser Klinik, um Hunderte von neuen psychiatrischen Diensten in Nordamerika und Europa zu rechtfertigen und zu finanzieren.
Reiss führte den Begriff „Diagnostisches Überschatten“ (diagnostic overshadowing) ein, um die Tendenz zu bezeichnen, die psychischen Bedürfnisse von Menschen mit Entwicklungsstörungen zu übersehen. 1987 organisierte er die erste internationale Konferenz über die psychischen Aspekte geistiger Behinderungen. Der Direktor des National Institute of Mental Health berief ein Ad-hoc-Gremium ein, um die Finanzierung der von Reiss organisierten Konferenz zu beschleunigen. 1987 veröffentlichte Reiss außerdem den Reiss Screen for Maladaptive Behavior (Reiss-Test für unangepasstes Verhalten), der in Nordamerika zur führenden Screening-Methode für Doppeldiagnosen wurde und die Kosten für die Ermittlung des Versorgungsbedarfs von Tausenden von Menschen mit Doppeldiagnosen erheblich senkte. Im Jahr 1994 folgte eine Version für Kinder, die Reiss Scales.
1998 beriefen Reiss und Michael Aman, Professor an der Ohio State University, ein Gremium von 105 Ärzten und Wissenschaftlern aus zehn Ländern ein, um ein Konsenshandbuch mit bewährten Praktiken zur Verringerung des Missbrauchs der psychiatrischen Übermedikation zu verfassen.
Reiss gehörte zu den Wissenschaftlern, Therapeuten und Befürwortern, die die freiheitsentziehende institutionelle Betreuung durch gemeindenahe Unterstützung und angemessene Bildung ersetzten. Obwohl sich seine Bemühungen auf Doppeldiagnosen konzentrierten, war er auch in offiziellen Klassifizierungs- und Terminologieausschüssen tätig, setzte sich auf nationaler Ebene dafür ein, die Diskriminierung bei Organtransplantationen zu verringern, und half beim Aufbau des Human Development Institute in Chicago. Er erhielt 2008 den Distinguished Research Award von der American Association on Intellectual and Developmental Disabilities (AAIDD), 2006 den Frank J. Menolascino Award for Career Research von der National Association on Dual Diagnosis, 1991 den Distinguished Award for Career Research von der Arc of the United States und 1987 den Distinguished Services Award von der AAIDD.

## Intrinsische Motivation
Frühere Wissenschaftler beantworteten die Frage „Wie ticken die Menschen?“ durch die Beobachtung primitiver Stämme, die Untersuchung des Unterbewusstseins oder durch philosophische Untersuchungen. Reiss und seine Kollegen führten die ersten groß angelegten, kulturübergreifenden, wissenschaftlichen Erhebungen darüber durch, was Menschen nach eigener Aussage motiviert. Mehr als 6.000 Menschen aus vier Kontinenten wurden befragt. Die Ergebnisse ergaben 16 psychologische Bedürfnisse oder „Grundwünsche“, Ziele, die allen Menschen gemeinsam und tief in der menschlichen Natur verwurzelt sind. Der Studie zufolge hat jeder Mensch diese 16 Grundbedürfnisse, aber jeder gewichtet sie im Einzelnen anders. Reiss schrieb das psychologische Reiss Motivation Profile, mit dem sich beurteilen lässt, was einen Menschen motiviert.
In zwei Büchern wandte Reiss diese Konzepte auf eine neue Methode des Life-Coachings an. Seine Methoden wurden von multinationalen Unternehmen wie Comcast, Kraft, Chrysler und Siemens für die Ausbildung von Führungskräften und die Lösung von Konflikten eingesetzt. Reiss schuf ein internationales Netzwerk von sieben Ausbildungsinstituten in Europa und Asien, um Unternehmensberater in seinen Methoden des Life-Coachings zu schulen. Reiss wandte die 16 grundlegenden Wünsche an, um akademische Minderleistungen zu bewerten und Schüler zu motivieren. Viele öffentliche Schulen in den Vereinigten Staaten verwenden das Reiss School Motivation Profile als Bewertungsinstrument.
In den Jahren 2000 und 2004 stellte Reiss erstmals seine wissenschaftliche Theorie darüber vor, was religiöse Erfahrungen und Praktiken motiviert. Diese Theorie besagt, dass alle religiösen Erfahrungen eines oder mehrere der 16 Grundbedürfnisse zum Ausdruck bringen.
Reiss und sein Kollege James Wiltz veröffentlichten eine bahnbrechende und weithin beachtete Studie über die Popularität des Reality-Fernsehens auf der Grundlage der 16 Grundbedürfnisse, die im britischen BBC-Fernsehen diskutiert wurde.
Peter Boltersdorf, ein deutscher Trainer, wandte die 16 Grundbedürfnisse von Reiss auf eine umfassende Analyse der Sportpsychologie an. Boltersdorfs Klienten haben eine olympische Goldmedaille (Mathias Steiner, Gewichtheben, Peking) und eine Weltmeisterschaft (Handball, 2007) gewonnen.
Reiss war ein Kritiker des sozialpsychologischen Angriffs auf das Gewinnstreben. Er wies auf Mängel in der zugrundeliegenden Wissenschaft und die Nichtberücksichtigung widersprüchlicher Daten hin. Reiss argumentierte, dass die so genannte unterminierende Wirkung extrinsischer Belohnung auf die intrinsische Motivation in Wirklichkeit ein trivialer Ablenkungseffekt ist (d. h. der Belohnungsmechanismus lenkt die Menschen von der eigentlichen Aufgabe ab), der wissenschaftlich nicht von Bedeutung ist.

## Psychologie der religiösen Erfahrungen
Im Oktober 2015 veröffentlichte Reiss das Buch The 16 Strivings for God (Die 16 Sehnsüchte nach Gott), in dem er seine Theorie über die Psychologie religiöser Erfahrungen darlegt. In diesem Werk stellte Reiss eine von Fachleuten überprüfte, originelle Theorie des Mystizismus, der Askese, der spirituellen Persönlichkeit und der religiösen Überzeugungen und Praktiken vor.
Reiss’ Theorie der Psychologie religiöser Erfahrungen stellt eine Verbindung zwischen Persönlichkeit, Motivation und den oft widersprüchlichen Lehren und Praktiken der Weltreligionen her. Im Gegensatz zu früheren Theorien, die von einer einzigen Quelle und Essenz der Religion ausgehen, wie z. B. Todesangst, Mystik, Heiligkeit, Gemeinschaftsbindung, Magie oder Gipfelerlebnisse, legte Reiss detaillierte Belege für seine Theorie vor, dass es bei der Religion um die Werte geht, die durch die sechzehn grundlegenden Wünsche der menschlichen Natur motiviert sind.
In ‘’Die 16 Sehnsüchte nach Gott’’ entwickelt Reiss die Theorie, dass Menschen die Religion annehmen, weil sie ihnen die Möglichkeit bietet, alle 16 grundlegenden Sehnsüchte sowohl in starker als auch in schwacher Form zu befriedigen. Ein Mensch mit einem schwachen Grundbedürfnis nach sozialem Kontakt könnte sich beispielsweise zu religiösen Exerzitien hingezogen fühlen, während ein Mensch mit einem starken Grundbedürfnis nach sozialem Kontakt von religiösen Festen angezogen werden könnte. Eine Person mit einem schwachen Grundbedürfnis nach Rache könnte sich von Passagen in Schriften angezogen fühlen, die von Frieden und Vergebung sprechen, während eine Person mit einem starken Grundbedürfnis nach Rache von Passagen angezogen werden könnte, die von Rache sprechen.